# Mel Ferrer
Mel Ferrer (Elberon, 25 de agosto de 1917 — Santa Bárbara, 2 de junho de 2008) foi um ator estadunidense, diretor de cinema e produtor de filmes. Foi o primeiro marido de Audrey Hepburn, com quem atuou no filme Guerra e Paz (1956).

## Biografia

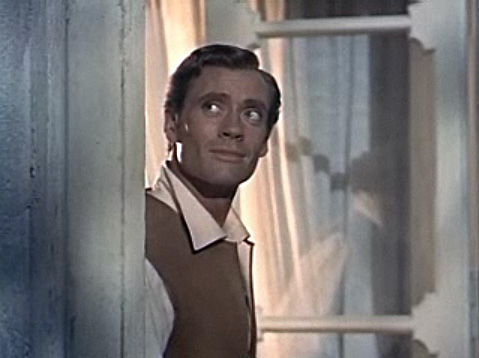
Mel Ferrer no filme Guerra e Paz.

Melchior Gaston Ferrer nasceu em agosto de 1917, em Elberon (Nova Jérsei). Seu pai, Dr. José María Ferrer (1857-1920), nasceu em Cuba filho de catalães e a sua mãe, Irene Ferrer (1878-1967), era norte-americana. Ferrer começou a atuar no teatro na adolescência e aos 23 anos, estreou como ator na Broadway.
Sua vida amorosa foi bastante agitada. Teve cinco filhos em cinco casamentos. Sua primeira esposa foi Frances Gunby Pilchard. Eles se casaram em 1937 e se divorciaram em 1939. Em 1944, Ferrer se casou novamente com Frances, também terminou em divórcio. Com Audrey Hepburn foi casado de 1954 até 1968 e tiveram um filho, Sean Hepburn Ferrer. A dupla atuou junta no filme Guerra e Paz (1956) e Ferrer a dirigiu no longa A flor que não morreu (1959).
Mel Ferrer participou de vários filmes, dentre eles produções norte-americanas, francesas, italianas e alemãs. Produziu em 1967 o suspense Wait Until Dark (br: Um Clarão nas Trevas), estrelado pela atriz Audrey Hepburn.
O ator e produtor de cinema Mel Ferrer, considerado um dos grandes galãs nos anos de 1950, morreu aos 90 anos, em seu rancho próximo à cidade de Santa Bárbara, na Califórnia. Seu corpo foi cremado e suas cinzas enterradas em seu rancho em Carpinteria, Califórnia no Estados Unidos.

## Filmografia

### Cinema

#### Ator

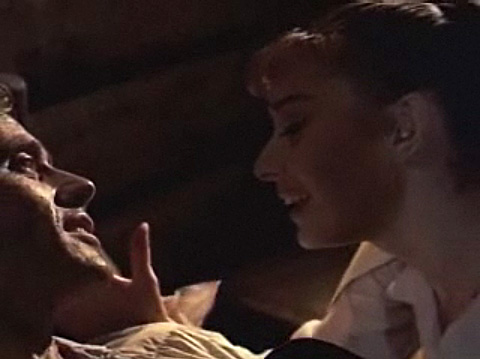
Mel Ferrer e Audrey Hepburn no filme Guerra e Paz.

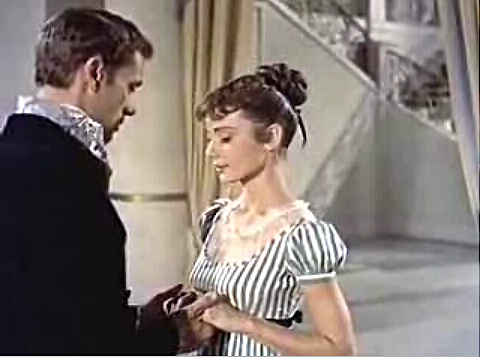
Mel Ferrer e Audrey Hepburn no filme Guerra e Paz.

| Ano  | Filme                                     |
| ---- | ----------------------------------------- |
| 1982 | Lili Marleen                              |
| 1980 | Nightmare City                            |
| 1979 | The Visitor                               |
| 1978 | The Return of Captain Nemo                |
| 1977 | Eaten Alive                               |
| 1975 | The Net                                   |
| 1975 | Brannigan                                 |
| 1974 | W                                         |
| 1966 | El Greco                                  |
| 1964 | Sex and the Single Girl                   |
| 1964 | The Fall of the Roman Empire              |
| 1962 | The Longest Day                           |
| 1960 | Blood and Roses                           |
| 1959 | The World, the Flesh and the Devil (1959) |
| 1958 | Fräulein                                  |
| 1957 | The Sun Also Rises                        |
| 1957 | The Vintage                               |
| 1956 | Elena and Her Men                         |
| 1956 | War and Peace                             |
| 1955 | Oh… Rosalinda!!                           |
| 1953 | Lili                                      |
| 1953 | Knights of the Round Table                |
| 1952 | Scaramouche                               |
| 1952 | Rancho Notorious                          |
| 1950 | Born to Be Bad                            |
| 1949 | Lost Boundaries                           |
| 1949 | The Fugitive                              |

#### Produtor
| Ano  | Filme           |
| ---- | --------------- |
| 1967 | Wait Until Dark |

### Televisão

#### Ator
| Ano       | Série de TV                         |
| --------- | ----------------------------------- |
| 1977      | Logan's Run Ep.05 "Man Out Of Time" |
| 1979-1980 | Dallas                              |
| 1981-1984 | Falcon Crest                        |

- Episódios:

The 28th Annual Academy Awards (1956), Mel Ferrer - Co-Apresentador: Prêmio Científico e Técnico.